# Francisco Vázquez (scrittore)
Francisco Vázquez (Miróbriga o Augustóbriga, ... – ...; fl. XV-XVI secolo) è stato uno scrittore spagnolo. È considerato dagli studiosi l'autore dei poemi cavallereschi Palmerín de Oliva e della sua continuazione Primaleón, pubblicati a Salamanca nel 1511 e nel 1512.

## Biografia
Nato in una cittadina chiamata all'epoca Miróbriga o Augustóbriga, oggi corrispondente a Ciudad Rodrigo, era figlio di Pedro Vázquez e della sua seconda sposa Catalina Arias, che alcune fonti identificano come co-autrice delle opere di Francisco. Sebbene non vi siano altre informazioni su questa persona, e il suo nome compaia solamente sul colophon della seconda edizione del Primaleón, gli esperti di letteratura medievale concordano che vi fosse un solo autore dell'opera, concordando che molto probabilmente fu Francisco da solo a scrivere i due romanzi.